# Непоротівський заказник
Непоро́тівський зака́зник — іхтіологічний заказник місцевого значення в Україні. Розташований у межах Сокирянського району Чернівецької області, біля села Непоротове. 
Площа 9 га. Статус надано 2001 року. Перебуває у віданні Дністровсько-Прутського басейнового управління водних ресурсів. 
Статус надано з метою збереження нерестовища промислових і рідкісних видів риб, розташованого в акваторії Дністровського водосховища.